# 노원기차마을
노원기차마을은 대한민국 최초로 (구)경춘선의 화랑대역에 유럽의 한 국가인 스위스를 배경을 모체로 삼아 디테일하게 한국부라스의 기술을 사용하여 1/87 스케일로 만들어진 기차마을이다. 철도공원으로 변한 구 화랑대역 구내에 우리나라 최초의 전차와 체코슬로바키아 노면전차와 일본 히로시마 노면전차 협궤 증기기관차와 어린이 대공원에 있던 미카 증기기관차가 전시되어있다

## 설명
노원기차마을을 만든 한국부라스라는 업체는 다이케스팅 스케일 모델기관차를 일본에 100% 공급 한 것으로 일본 동업종에서는 유명한 기업이다. 미국과 독일로 대표되는 유럽의 시장에서 다이캐스팅 축소모형 기관차 1/32과 1/87 1/48 등을 70% 이상 공급하는 것으로 알려져 있는 기업이다. 2022년 11월 17일에 개방하여 월 인원 10.000명 이상이 방문 하는 것으로 유명 장소가 되었다. 철도 리미티드 수량으로 그만큼의 희소성을 가지고 있기 때문에 투자 가치가 있어 서양의 철도 동호인들 중에서는 수집가들이 많이 있다.

## 같이 보기
- 경춘선
- 철도